# Saint-Yrieix-les-Bois
Pour les articles homonymes, voir Saint-Yrieix.
Saint-Yrieix-les-Bois [sɛ̃tiʁjɛlebwa] est une commune française située dans le département de la Creuse en région Nouvelle-Aquitaine.

## Géographie
Les habitants de la commune de Saint-Yrieix-les-Bois sont appelés les Arédiens.
La superficie de la commune est de 16 km2 avec une densité de 20 habitants par km2 et une moyenne d’altitude de 520 m, avec une altitude minimum de 417 mètres et un maximum de 645 mètres.
La commune de Saint-Yrieix-les-Bois fait partie de la communauté d’agglomération du Grand Guéret.
Cette commune possède seize villages : Beaumont, Bois-de-Chaumeix, Bois-Rousseau, Champrénier, La Charse, Chaumeix, Le Chezeau, Chierlat, Chiroux, L'Epeisse, La Faye, Massoux, Pierregrosse, Les Quatre Chemins, Tigoulet et Villerégnier.
Le territoire communal est traversé par le ruisseau de Beaumont.

### Climat
Pour des articles plus généraux, voir Climat de la Nouvelle-Aquitaine et Climat de la Creuse.
En 2010, le climat de la commune est de type climat des marges montargnardes, selon une étude s'appuyant sur une série de données couvrant la période 1971-2000. En 2020, Météo-France publie une typologie des climats de la France métropolitaine dans laquelle la commune est exposée à un climat de montagne ou de marges de montagne et est dans la région climatique  Ouest et nord-ouest du Massif Central, caractérisée par une pluviométrie annuelle de 900 à 1 500 mm, maximale en automne et en hiver.
Pour la période 1971-2000, la température annuelle moyenne est de 10 °C, avec  une amplitude thermique annuelle de 14,9 °C. Le cumul annuel moyen de précipitations est de 1 112 mm, avec 13 jours de précipitations en janvier et 8,1 jours en juillet. Pour la période 1991-2020, la température moyenne annuelle observée sur la station météorologique la plus proche, située sur la commune de Guéret à 10 km à vol d'oiseau, est de 11,3 °C et le cumul annuel moyen de précipitations est de 1 103,0 mm. Pour l'avenir, les paramètres climatiques de la commune estimés pour 2050 selon différents scénarios d’émission de gaz à effet de serre sont consultables sur un site dédié publié par Météo-France en novembre 2022.

## Urbanisme

### Typologie
Au 1er janvier 2024, Saint-Yrieix-les-Bois est catégorisée commune rurale à habitat très dispersé, selon la nouvelle grille communale de densité à 7 niveaux définie par l'Insee en 2022.
Elle est située hors unité urbaine. Par ailleurs la commune fait partie de l'aire d'attraction de Guéret, dont elle est une commune de la couronne,. Cette aire, qui regroupe 72 communes, est catégorisée dans les aires de moins de 50 000 habitants,.

### Occupation des sols
L'occupation des sols de la commune, telle qu'elle ressort de la base de données européenne d’occupation biophysique des sols Corine Land Cover (CLC), est marquée par l'importance des forêts et milieux semi-naturels (54 % en 2018), une proportion sensiblement équivalente à celle de 1990 (54,2 %). La répartition détaillée en 2018 est la suivante : 
forêts (53,8 %), prairies (25,7 %), zones agricoles hétérogènes (20,3 %), milieux à végétation arbustive et/ou herbacée (0,3 %). L'évolution de l’occupation des sols de la commune et de ses infrastructures peut être observée sur les différentes représentations cartographiques du territoire : la carte de Cassini (XVIIIe siècle), la carte d'état-major (1820-1866) et les cartes ou photos aériennes de l'IGN pour la période actuelle (1950 à aujourd'hui).

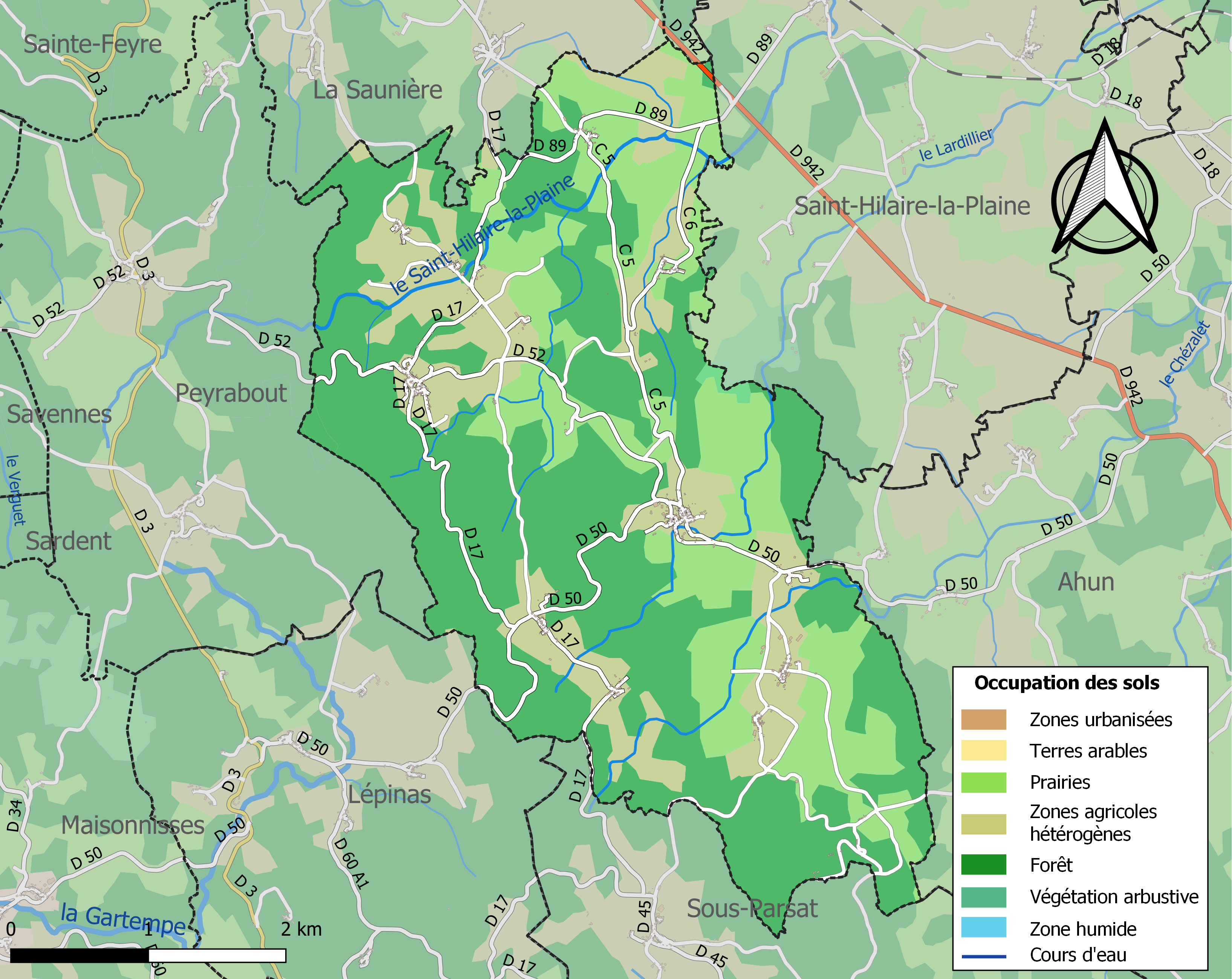
Carte des infrastructures et de l'occupation des sols de la commune en 2018 (CLC).

### Risques majeurs
Le territoire de la commune de Saint-Yrieix-les-Bois est vulnérable à différents aléas naturels : météorologiques (tempête, orage, neige, grand froid, canicule ou sécheresse) et séisme (sismicité faible). Il est également exposé à un risque particulier : le risque de radon. Un site publié par le BRGM permet d'évaluer simplement et rapidement les risques d'un bien localisé soit par son adresse soit par le numéro de sa parcelle.

#### Risques naturels

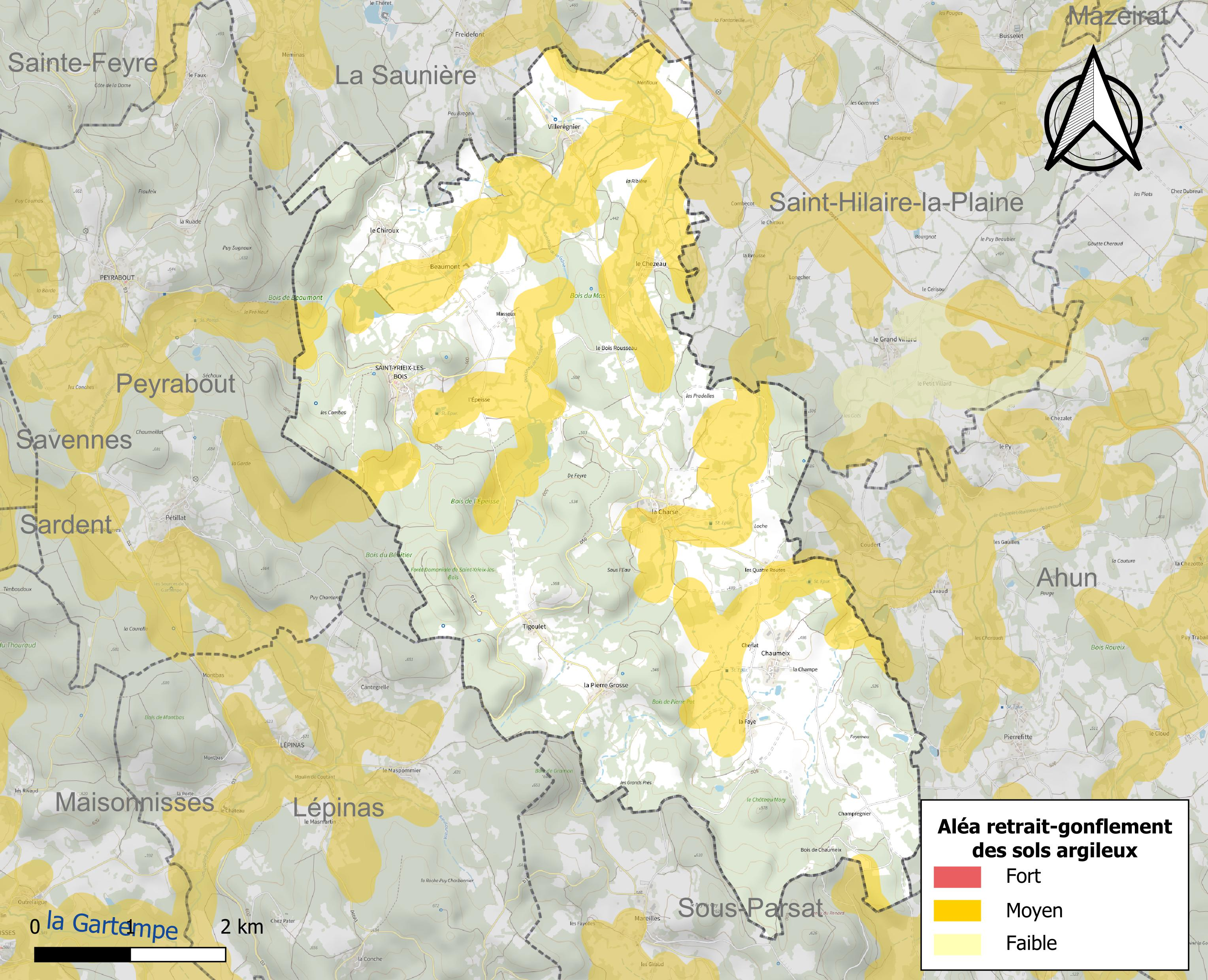
Carte des zones d'aléa retrait-gonflement des sols argileux de Saint-Yrieix-les-Bois.

Le retrait-gonflement des sols argileux est susceptible d'engendrer des dommages importants aux bâtiments en cas d’alternance de périodes de sécheresse et de pluie. 30 % de la superficie communale est en aléa moyen ou fort (33,6 % au niveau départemental et 48,5 % au niveau national). Sur les 265 bâtiments dénombrés sur la commune en 2019, 80 sont en aléa moyen ou fort, soit 30 %, à comparer aux 25 % au niveau départemental et 54 % au niveau national. Une cartographie de l'exposition du territoire national au retrait gonflement des sols argileux est disponible sur le site du BRGM,.
Par ailleurs, afin de mieux appréhender le risque d’affaissement de terrain, l'inventaire national des cavités souterraines permet de localiser celles situées sur la commune.
La commune a été reconnue en état de catastrophe naturelle au titre des dommages causés par les inondations et coulées de boue survenues en 1982 et 1999. Concernant les mouvements de terrains, la commune a été reconnue en état de catastrophe naturelle au titre des dommages causés par des mouvements de terrain en 1999.

#### Risque particulier
Dans plusieurs parties du territoire national, le radon, accumulé dans certains logements ou autres locaux, peut constituer une source significative d’exposition de la population aux rayonnements ionisants. Certaines communes du département sont concernées par le risque radon à un niveau plus ou moins élevé. Selon la classification de 2018, la commune de Saint-Yrieix-les-Bois est classée en zone 3, à savoir zone à potentiel radon significatif.

#### Transports en commun
- Réseau TransCreuse

## Toponymie
Durant la Révolution, la commune porte le nom d'Irielle-les-Bois puis d'Iriex-les-Bois.

## Histoire
Le village de Saint-Yrieix-les-Bois portait le nom de Sancti Aredii au XIIIe siècle. Sancti Aredii signifie en français Saint Arède. Il s'agit en effet d'un religieux ayant vécu au VIe siècle qui a contribué à l'évangélisation du Limousin, notamment en fondant l'abbaye d'Attane qui est à l'origine de Saint-Yrieix-la-Perche en Haute-Vienne.
Au XIVe siècle, sera ajouté bosco (bois en français) au nom du village.
Une communauté de prêtres a vécu à Saint-Yrieix-les-Bois du XVIe siècle au XVIIIe siècle.
En 1454, Jean de Seiglière était seigneur du château de Beaumont.

## Politique et administration
| Période                                  | Période  | Identité           | Étiquette | Qualité                  |
| ---------------------------------------- | -------- | ------------------ | --------- | ------------------------ |
| 2001                                     | 2008     | Jean-Louis Thibord |           |                          |
| 2008                                     | 2014     | Sylvie Labar       | SE        |                          |
| 2014                                     | En cours | Alex Aucouturier   | SE        | Représentant de commerce |
| Les données manquantes sont à compléter. |          |                    |           |                          |

## Démographie
L'évolution du nombre d'habitants est connue à travers les recensements de la population effectués dans la commune depuis 1793. Pour les communes de moins de 10 000 habitants, une enquête de recensement portant sur toute la population est réalisée tous les cinq ans, les populations de référence des années intermédiaires étant quant à elles estimées par interpolation ou extrapolation. Pour la commune, le premier recensement exhaustif entrant dans le cadre du nouveau dispositif a été réalisé en 2005.

En 2022, la commune comptait 281 habitants, en évolution de −1,75 % par rapport à 2016 (Creuse : −3,32 %, France hors Mayotte : +2,11 %).
| 1793 | 1800 | 1806 | 1821 | 1831  | 1836  | 1841  | 1846  | 1851  |
| ---- | ---- | ---- | ---- | ----- | ----- | ----- | ----- | ----- |
| 561  | 828  | 824  | 874  | 1 109 | 1 096 | 1 053 | 1 032 | 1 034 |

| 1856 | 1861 | 1866 | 1872 | 1876 | 1881 | 1886 | 1891 | 1896 |
| ---- | ---- | ---- | ---- | ---- | ---- | ---- | ---- | ---- |
| 971  | 926  | 934  | 934  | 904  | 867  | 931  | 927  | 906  |

| 1901 | 1906 | 1911 | 1921 | 1926 | 1931 | 1936 | 1946 | 1954 |
| ---- | ---- | ---- | ---- | ---- | ---- | ---- | ---- | ---- |
| 875  | 874  | 840  | 742  | 756  | 723  | 685  | 579  | 456  |

| 1962 | 1968 | 1975 | 1982 | 1990 | 1999 | 2005 | 2006 | 2010 |
| ---- | ---- | ---- | ---- | ---- | ---- | ---- | ---- | ---- |
| 438  | 385  | 338  | 307  | 326  | 311  | 333  | 332  | 300  |

| 2015 | 2020 | 2022 | - | - | - | - | - | - |
| ---- | ---- | ---- | - | - | - | - | - | - |
| 288  | 291  | 281  | - | - | - | - | - | - |

## Lieux et monuments
Joli village creusois fleuri aux maisons en granit. L'église du XIIe siècle aux chapiteaux sculptés est l'élément central, près de la fontaine qui trône sur la place. Près du village de Saint-Yrieix-les-Bois se situe le château de Beaumont.
- Église Saint-Yrieix de Saint-Yrieix-les-Bois

De nombreux chaos granitiques entourés de légendes sont à découvrir dans les bois autour du bourg : pierres fades, pierres grosse, table de fées.
Près du village du Chezeau se situent un dolmen et les ruines d'un temple gallo-romain. Pour y accéder, il suffit de prendre au village du Chezeau l'ancien petit chemin menant au village de la Charse sur 400 mètres environ. Le dolmen du Chezeau est sur la droite du chemin derrière les ruines du temple gallo-romain. Ce site a été fouillé et restauré en 1987[réf. nécessaire].

## Galerie

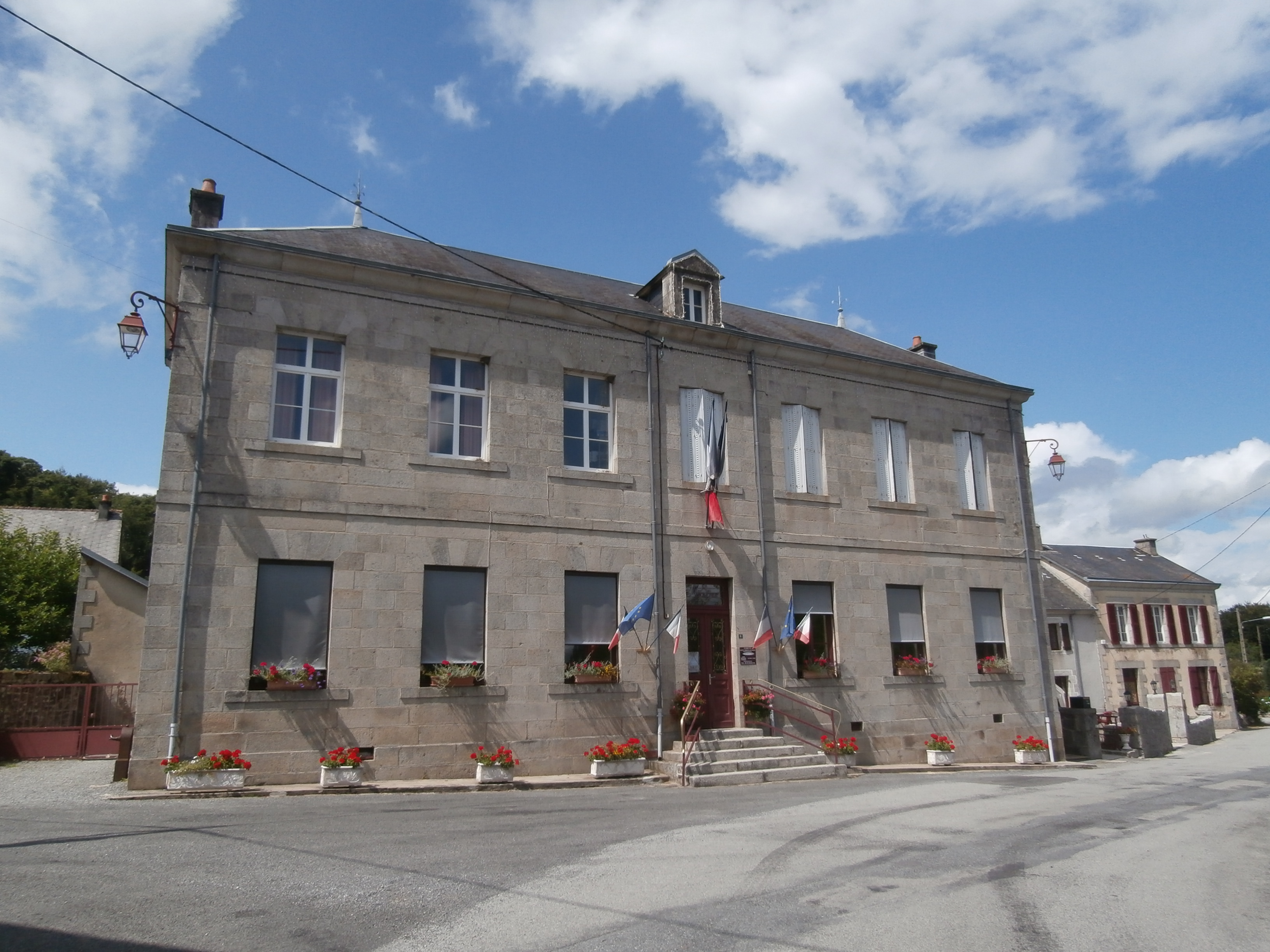
la mairie
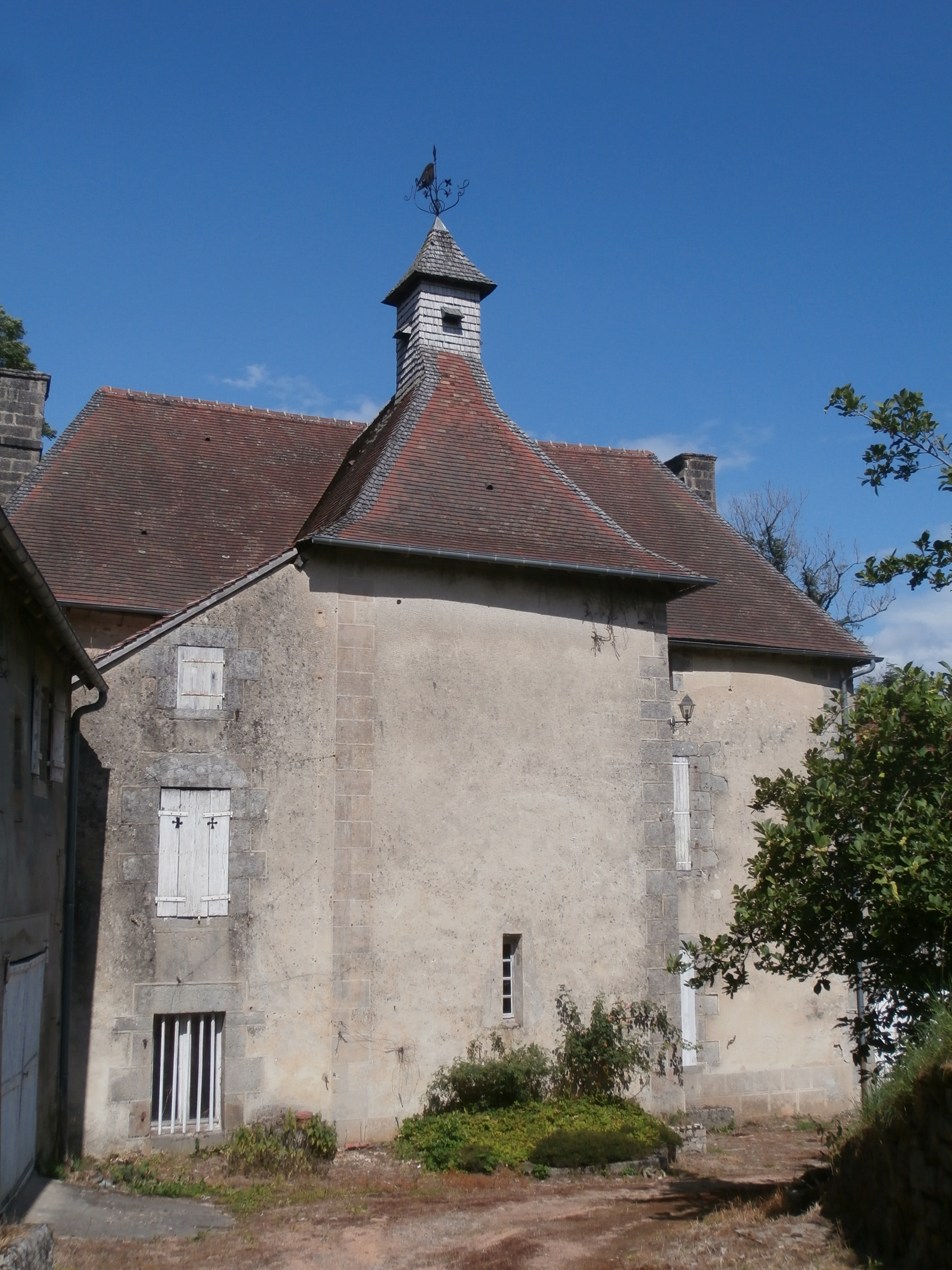
Château de Beaumont
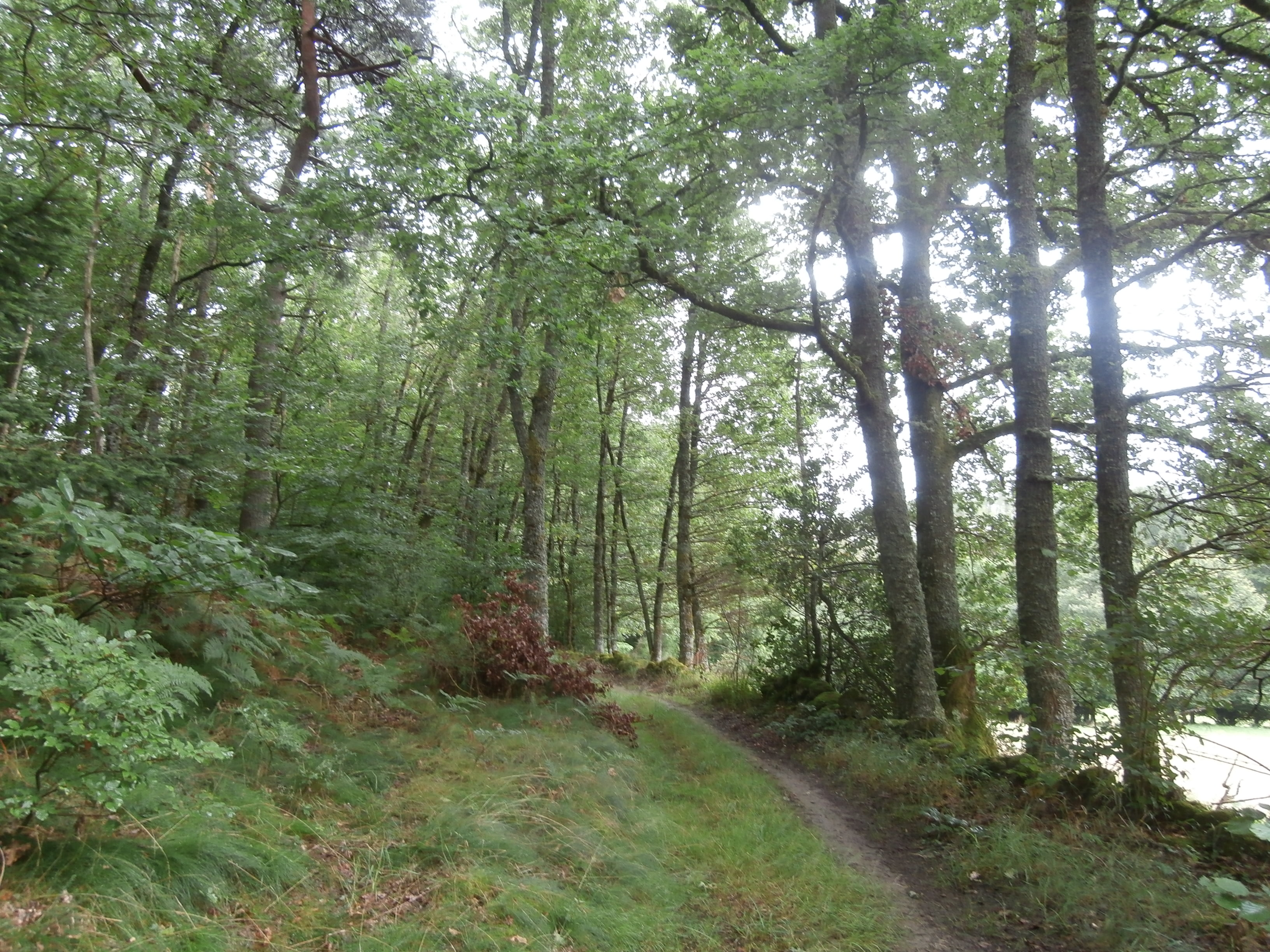
Petit chemin
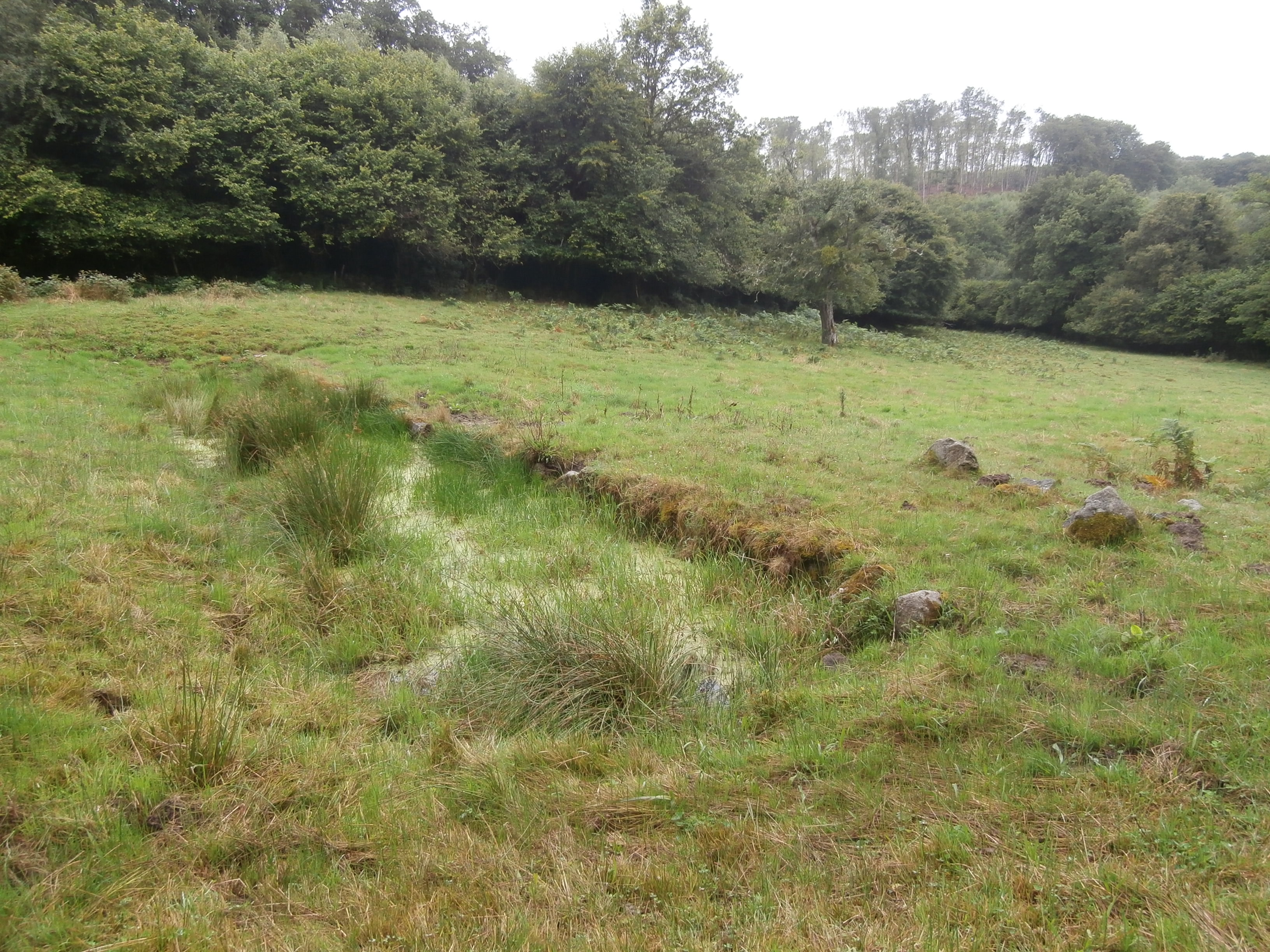
Vestiges gallo-romain
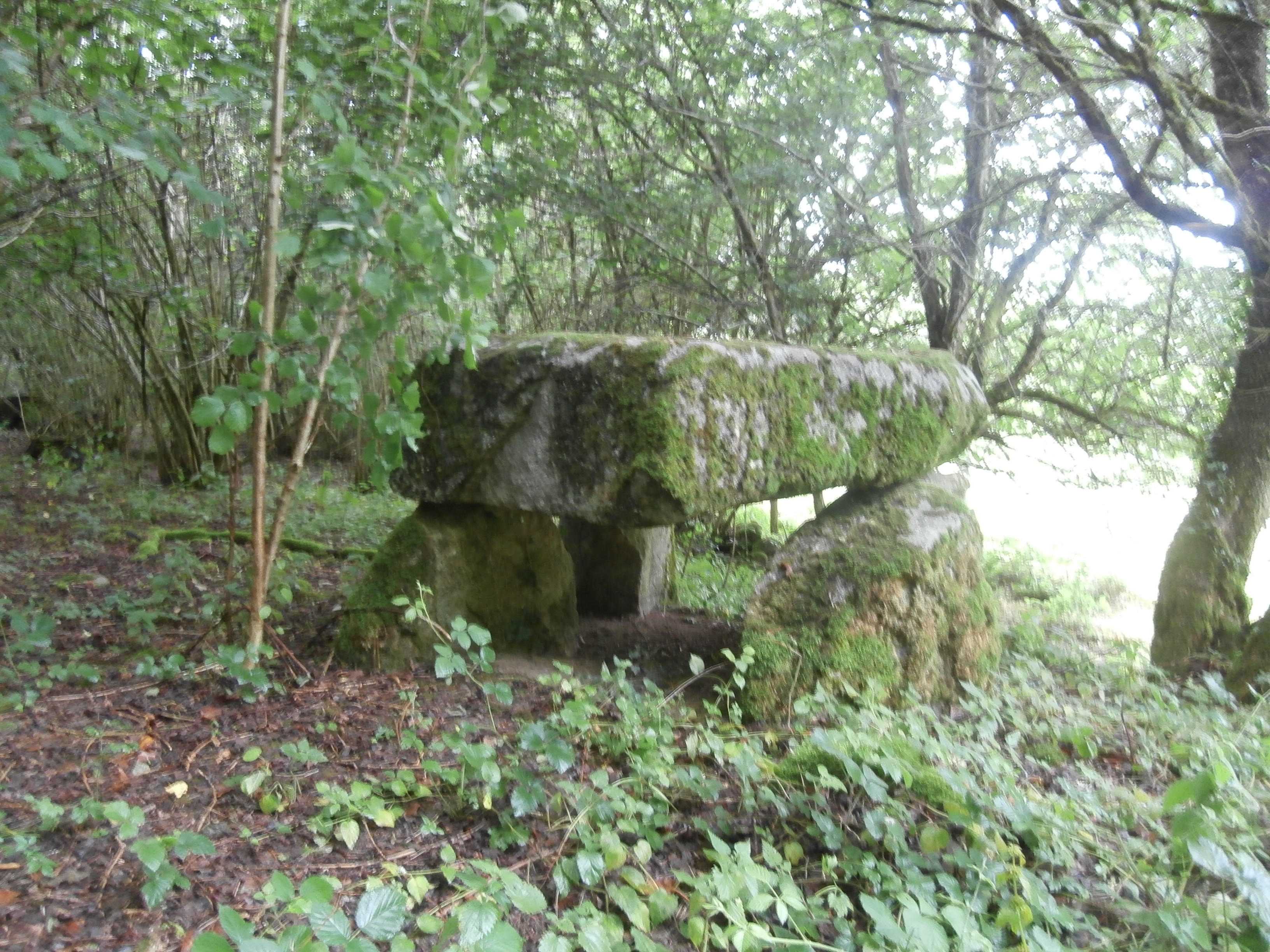
Dolmen du Chezeau